# Фунт (грошова одиниця)
Фунт — назва одиниці валюти в деяких країнах. Термін зародився у Франкській імперії в результаті валютної реформи Карла Великого («фунт» від латинського pondus, одиниця ваги) і згодом був прийнятий у Великій Британії як вартість фунта (ваги) срібла. Станом на грудень 2019 року ця кількість срібла коштувала приблизно 147 фунтів стерлінгів.
Назва походить від запозичення у протогерманську мову латинського виразу lībra pondō («фунт по вазі»), в якому слово pondō — прислівник, що означає «за вагою» і пов'язаний з іменником pondus («вага»).

Символ валюти — £, стилізоване зображення літери L (Lbra).
Сучасна назва грошової одиниці: Великої Британії, Єгипту, Ірландії, Кіпру, Лівану, Мальти, Сирії.